# Aponia aponianalis
Aponia aponianalis là một loài bướm đêm trong họ Crambidae.